# Sylvicola stackelbergi
Sylvicola stackelbergi is een muggensoort uit de familie van de venstermuggen (Anisopodidae). De wetenschappelijke naam van de soort is voor het eerst geldig gepubliceerd in 1998 door Krivosheina & Menzel.